# Kalciumsackarat
Kalciumsackarat, eller sockerkalk, tillverkas genom behandling av kalkmjölk med rörsocker och därpå följande indunstning av den frånfiltrerade lösningen till sirapskonsistens. Denna stryks ut på plattor och torkas vid svag värme. Då bildas färglösa lamellkristaller eller ett vitt pulver, som är lättlösligt i vatten men olösligt i alkohol.
Genom inledning av kolsyra eller tillsats av ammoniumoxalat till vattenlösningen fälls kalken ut som karbonat resp oxalat.

## Användning
Kalciumsackarat används inom medicinen för att neutralisera magsyra samt som motgift mot oxalsyre- eller karbolsyreförgiftning. Det kan även användas för att minska syrahalten i vin samt för emulgering av oljor med vatten.